# Hausen (Bad Staffelstein)
Hausen (ⓘ) ist ein Gemeindeteil der oberfränkischen Stadt Bad Staffelstein im Landkreis Lichtenfels.

## Geografie
Das Dorf Hausen liegt etwa fünf Kilometer südwestlich von Lichtenfels am Main bei Kilometer 422 unterhalb von Kloster Banz. Das Ortsbild ist durch die Werksanlagen der Rösler Oberflächentechnik GmbH und die Wehre eines Laufwasserkraftwerkes der SÜC geprägt.

## Geschichte
Die Erstnennung Hausens zu 800 bis 814 in einem Regest um 1160 ist fraglich. Sicher ist eine Nennung um 1448 in einem Lehenbuch des Klosters Banz.
1801 bestand der Ort aus einer dem Kloster Banz gehörenden Mahlmühle mit vier Gängen, die von zwei Wasserrädern angetrieben wurde. Außerdem existierte neben einem Söldengut ein Fahrtgut, ein Hof an den das Fährrecht gebunden war mit Fisch- und Schenkrechten mit Haus und Stadel. Die Zent gehörte dem Hochstift Bamberg, die Dorf-, Lehen- und Vogteiherrschaft oblag dem Kloster Banz, wohin die Einwohner gepfarrt waren.
1862 erfolgte die Eingliederung Hausens, das zur Landgemeinde Weingarten gehörte, in das neu geschaffene bayerische Bezirksamt Staffelstein.
1871 hatte Hausen 56 Einwohner und 17 Gebäude. Die katholische Kirche stand im einen Kilometer entfernten Kloster Banz, die Schule im zwei Kilometer entfernten Unnersdorf. 1900 lebten in dem Weiler 44 Personen in fünf Wohngebäuden. Die zuständige evangelische Pfarrei befand sich im 5,7 Kilometer entfernten Herreth. 1925 hatte Hausen 34 Einwohner und vier Wohngebäude. Die evangelische Pfarrei befand sich damals im 5,0 Kilometer entfernten Lichtenfels.
1950 lebten in Hausen 118 Einwohner in neun Wohngebäuden. Die evangelischen Bürger gehörten zum Sprengel der Staffelsteiner Pfarrei. Im Jahr 1970 hatte der Ort 56 und 1987 42 Einwohner sowie 11 Wohngebäude.
Am 1. Juli 1972 wurde der Landkreis Staffelstein aufgelöst und die Gemeinde Weingarten in den Landkreis Lichtenfels eingegliedert. Zeitgleich wurde Hausen aus der Gemeinde Weingarten ausgegliedert und mit den Nachbargemeinden Altenbanz, Stadel, Nedensdorf sowie Unnersdorf zur neuen Gemeinde Banz zusammengeschlossen, die am 1. Januar 1978 aufgelöst und in die Stadt Staffelstein eingegliedert wurde. Seitdem ist Hausen ein Stadtteil von Staffelstein, jetzt Bad Staffelstein.

## Wirtschaft

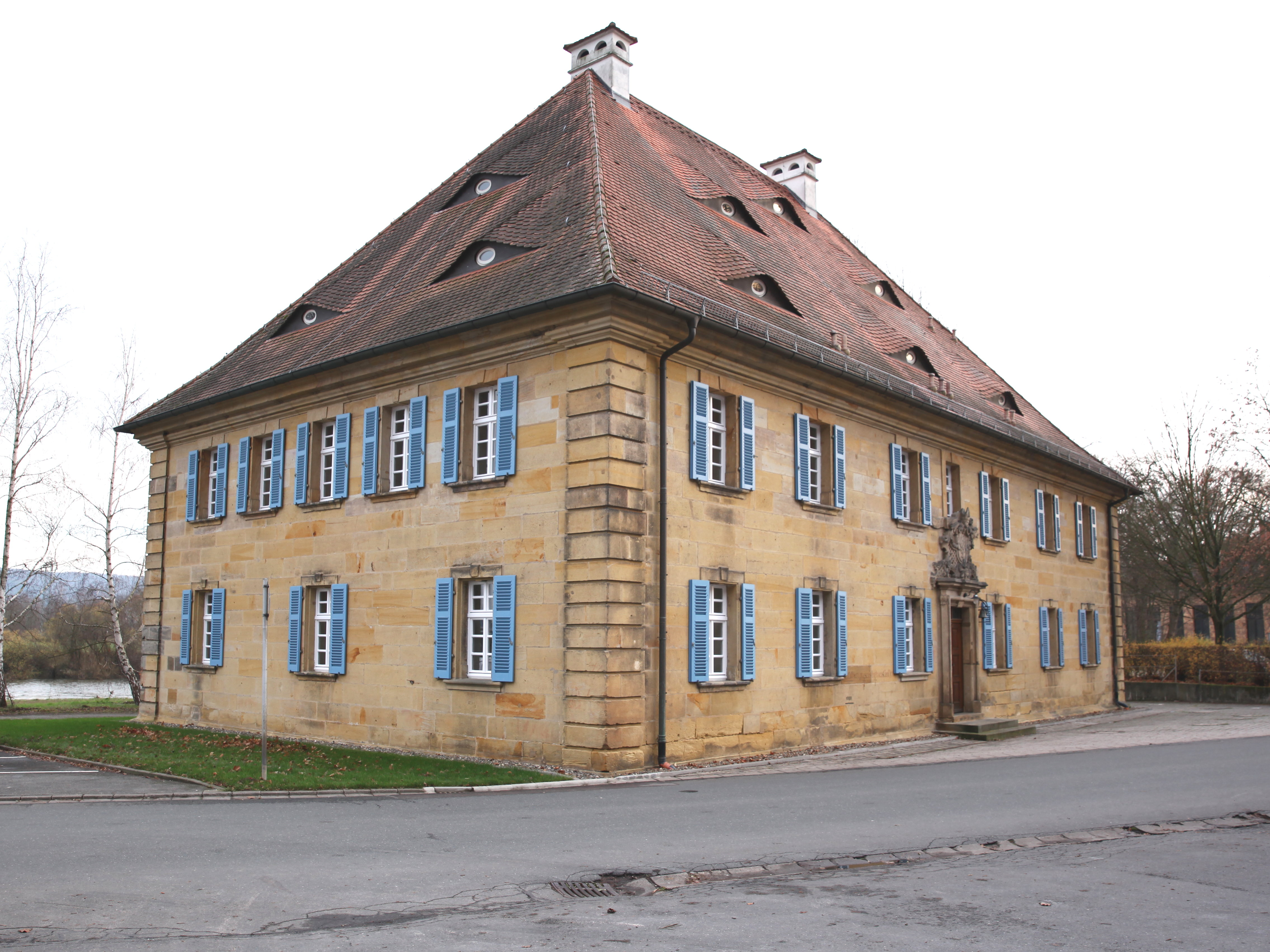
Ehemalige Mühle des Klosters Banz

1802 erwarb der aus Kulmbach stammende Joseph Felix Silbermann die Mühle am Main und begann dort Porzellan herzustellen. Infolge wirtschaftlicher Probleme wurde die Produktionsstätte 1938 von dem 1872 gegründeten Porzellanunternehmen Alboth & Kaiser übernommen, das 1956 eine neue Fabrik in Staffelstein in Betrieb nahm und die Niederlassung in Hausen aufgab. 1958 erwarb das Tettauer Porzellanunternehmen Rösler die Grundstücke und Gebäude der Porzellanfabrik Alboth & Kaiser. Roland Rösler baute dort den Produktionszweig Schleifkörper auf. Ab 1974 begann die Entwicklung der Gleitschlifftechnik. Heute ist Hausen Standort der Schleifkörperproduktion.
Das Wasserkraftwerk wurde im September 1934 in Betrieb genommen. Vier Francis-Turbinen erzeugen bei einem Abfluss von 31 Kubikmetern Wasser pro Sekunde 700 Kilowatt Strom. Als Besonderheit besaß das Wehr bis 1956 das erste Faltboot-Hebewerk der Welt, damit Faltbootfahrer auf dem Main ihre Boote am Wehr nicht umtragen mussten. Die technisch aufwendige und Personal erfordernde Pendelkonstruktion konnte sich gegenüber den einfacheren Bootsgassen oder Lorenbahnen nicht durchsetzen und wurde seitdem nur noch sehr selten gebaut wie in Maria Steinbach an der Iller. Das Hebewerk in Hausen war etwa in der Mitte des Wehrs installiert, die Widerlager sind noch heute vorhanden. Im Jahr 2018 wurde die Wehranlage umfangreich saniert. Dabei wurden unter anderem zwei Schlauchwehre mit einer Länge von 48 Metern eingebaut und die Fußgänger- und Radfahrerbrücke ausgetauscht.